# Disterigma
Disterigma és un gènere de plantes fanerògames que pertanyen a la família de les ericàcies (Ericaceae).

## Descripció
El gènere Diogenesia són arbustos d'hàbitats terrestres o epífits. Les fulles són alternes, perennes, peciolades, coriàcies, freqüentment densament agrupades, en general inconspicuament plinervies, els marges sencers o crenats. Les inflorescències axil·lars, poques vegades barrejades amb inflorescències subterminals, amb flors solitàries o amb fascicles d'1 a 6-flors. Les flors són subsèssils, bràctees florals freqüentment nombroses, diminutes, escampades al llarg del pedicel, similars a les bractèoles. Els pedicels són curts o absents, articulats amb el calze, té 2  bractèoles, apicals al pedicel, immediatament subjacents al calze i abraçant-lo. Té entre 3 a 4  flors sense aroma; calze valvat o poques vegades imbricat, sense sèpal, el tub campanulat a curtament cilíndric, els llops suberectes; corol·la valvada, simpeta-la, cilíndrica, urceolada, o campanulada, membranàcia, (3-)4-llobada; té entre 6 a 8 estams iguals, el doble del nombre de llops a la corol·la; els filaments són diferents, iguals, més llargs o més curts que les anteres, el connectiu sense esperons; anteres iguals, dorsalment unides prop de la base, el teixit de desintegració absent, les teques papil·loses, els túbuls (1)2, dehiscents per esquerdes introrses allargades o porus apicals; pol·len sense fils de viscina; ovari ínfer, (3-)4-locular; estil tan llarg com la corol·la. Els fruits són unes baies, de paret gruixuda, coriacis, negre-blavosos o blancs i més o menys translúcids. Les llavors de vegades mucilaginoses.

## Distribució
La seva distribució nativa és a Bolívia, el nord de Brasil, Colòmbia, Costa Rica, Equador, Guatemala, Guyana, Hondures, sud-est i sud oest de Mèxic, Panamà, Perú i Veneçuela.

## Taxonomia
El gènere va ser descrit per Hermann Otto Sleumer i publicat a Notizblatt des Botanischen Gartens und Museums zu Berlin-Dahlem 12(112): 121, a l'any 1934.

## Espècies acceptades
Comprèn 41 espècies descrites del gènere Disterigma acceptades fins al juny de 2024, ordenades alfabèticament. Per a cadascuna s'indica el nom binomial seguit de l'autor, abreujat segons les convencions i usos.
- Disterigma acuminatum (Kunth) Neid.
- Disterigma agathosmoides(Wedd.) Nied.
- Disterigma alaternoides (Kunth) Neid.
- Disterigma appendiculatum	Pedraza
- Disterigma baguense Pedraza
- Disterigma balslevii Luteyn
- Disterigma bracteatum	Luteyn
- Disterigma campanulatum Pedraza
- Disterigma campii	A.C.Sm.
- Disterigma chocoanum Pedraza
- Disterigma codonanthum S.F.Blake
- Disterigma cryptocalyx A.C.Sm.
- Disterigma dumontii Luteyn
- Disterigma ecuadorense Luteyn
- Disterigma empetrifolium (Kunth) Neid.
- Disterigma fortunense	Wilbur
- Disterigma hammelii Wilbur & Luteyn
- Disterigma hiatum Pedraza
- Disterigma humboldtii (Klotzsch) Nied.
- Disterigma leucanthum A.C.Sm.
- Disterigma luteynii Wilbur
- Disterigma micranthum A.C.Sm.
- Disterigma noyesiae Luteyn
- Disterigma ollacheum Pedraza
- Disterigma ovatum	 (Rusby) S.F.Blake
- Disterigma panamense	 Standl.
- Disterigma parallelinerve	 Pedraza
- Disterigma pentandrum	S.F.Blake
- Disterigma pernettyoides (Griseb.) Nied.
- Disterigma pilosum Wilbur
- Disterigma pseudokillipiella Luteyn
- Disterigma rimbachii (A.C.Sm.) Luteyn
- Disterigma staphelioides (Planch.) Nied.
- Disterigma stereophyllum (A.C.Sm.) Luteyn
- Disterigma synanthum Pedraza
- Disterigma terniflorum (Dunal) Nied.
- Disterigma trimerum Wilbur & Luteyn
- Disterigma ulei Sleumer
- Disterigma utleyorum	Wilbur & Luteyn
- Disterigma verruculatum Pedraza
- Disterigma weberbaueri Hoerold